# فرودگاه نیو جروزالم
 فرودگاه نیو جروزالم (به انگلیسی: New Jerusalem Airport) یک فرودگاه همگانی بهره‌برداری هوایی است که یک باند فرود آسفالت دارد و طول باند آن ۱۰۷۶ متر است. این فرودگاه در شهر تریسی، کالیفرنیا کشور ایالات متحده آمریکا قرار دارد و در ارتفاع ۱۹ متری از سطح دریا واقع شده است.